# Posłowie na Sejm Republiki Litewskiej 2012–2016
Posłowie na Sejm Republiki Litewskiej 2012–2016 zostali wybrani w wyborach parlamentarnych, które odbyły się w dwóch turach: 14 i 28 października 2012. W ich wyniku obsadzono łącznie 139 ze 141 mandatów w Sejmie Republiki Litewskiej. Dwa mandaty pozostały nieobsadzone, co skutkowało koniecznością rozpisania wyborów uzupełniających, które odbyły się 3 i 17 marca 2013.
Pierwsze posiedzenie nowego Sejmu tej kadencji odbyło się 16 listopada 2012, a czteroletnia kadencja zakończyła się 14 listopada 2016. Przewodniczącym parlamentu był Vydas Gedvilas, a 3 października 2013 zastąpiła go Loreta Graužinienė. Pod koniec kadencji dwa mandaty poselskie pozostały nieobsadzone.

## Lista posłów według frakcji na koniec kadencji

### Litewska Partia Socjaldemokratyczna
- Mindaugas Bastys
- Juozas Bernatonis
- Bronius Bradauskas
- Algirdas Butkevičius
- Arūnas Dudėnas
- Kazys Grybauskas, od 22 marca 2013[1]
- Edmundas Jonyla
- Benediktas Juodka
- Gediminas Kirkilas
- Orinta Leiputė, od 19 listopada 2012[2]
- Vidas Mikalauskas, od 29 czerwca 2015[3]
- Gintautas Mikolaitis, od 19 listopada 2012[4]
- Kristina Miškinienė
- Albinas Mitrulevičius
- Arvydas Mockus
- Alma Monkauskaitė
- Antanas Nesteckis
- Juozas Olekas
- Bronius Pauža
- Marija Pavilionienė
- Milda Petrauskienė
- Darius Petrošius
- Domas Petrulis
- Raminta Popovienė
- Giedrė Purvaneckienė
- Julius Sabatauskas
- Algimantas Salamakinas
- Vytautas Saulis
- Rimantas Sinkevičius
- Artūras Skardžius
- Algirdas Sysas
- Eduardas Šablinskas
- Rimantė Šalaševičiūtė
- Irena Šiaulienė
- Birutė Vėsaitė
- Aleksandras Zeltinis, od 22 marca 2013[5]
- Edvardas Žakaris

Wybrany jako kandydat niezależny
- Andrius Palionis

Wybrany z ramienia Drogi Odwagi
- Stasys Brundza, od 1 lipca 2014[6]

### Związek Ojczyzny – Litewscy Chrześcijańscy Demokraci
- Mantas Adomėnas
- Vilija Aleknaitė-Abramikienė
- Arvydas Anušauskas
- Audronius Ažubalis
- Agnė Bilotaitė
- Rimantas Dagys
- Irena Degutienė
- Donatas Jankauskas
- Sergejus Jovaiša
- Rasa Juknevičienė
- Vytautas Juozapaitis
- Liutauras Kazlavickas
- Dainius Kreivys
- Andrius Kubilius
- Rytas Kupčinskas
- Kazimieras Kuzminskas
- Vincė Vaidevutė Margevičienė
- Kęstutis Masiulis
- Antanas Matulas
- Jurgis Razma
- Paulius Saudargas
- Kazys Starkevičius
- Algis Strelčiūnas
- Valentinas Stundys
- Stasys Šedbaras
- Egidijus Vareikis
- Arvydas Vidžiūnas
- Emanuelis Zingeris
- Pranas Žeimys
- Rokas Žilinskas

### Partia Pracy
- Virginija Baltraitienė
- Šarūnas Birutis
- Valentinas Bukauskas
- Petras Čimbaras
- Kęstutis Daukšys
- Larisa Dmitrijeva
- Siergiej Dmitrijew
- Vilija Filipovičienė
- Viktoras Fiodorovas
- Vydas Gedvilas
- Loreta Graužinienė
- Gediminas Jakavonis
- Saulius Jakimavičius, od 14 września 2016[7]
- Jonas Kondrotas
- Raimundas Markauskas
- Dangutė Mikutienė
- Petras Narkevičius
- Raimundas Paliukas
- Artūras Paulauskas
- Audronė Pitrėnienė
- Ričardas Sargūnas
- Valdas Skarbalius
- Gintaras Tamošiūnas, od 5 czerwca 2014[8]
- Darius Ulickas
- Sergej Ursul
- Vitalija Vonžutaitė
- Mečislovas Zasčiurinskas
- Zita Žvikienė

### Porządek i Sprawiedliwość
- Remigijus Ačas
- Kęstutis Bartkevičius
- Algimantas Dumbrava, od 22 marca 2013[5]
- Petras Gražulis
- Vytautas Kamblevičius
- Kęstas Komskis
- Rimas Ručys, od 26 czerwca 2014[9]
- Ona Valiukevičiūtė
- Remigijus Žemaitaitis

### Ruch Liberalny Republiki Litewskiej
- Viktorija Čmilytė-Nielsen, od 21 kwietnia 2014[10]
- Vitalijus Gailius
- Eugenijus Gentvilas
- Kęstutis Glaveckas
- Šarūnas Gustainis, od 22 marca 2015[11]
- Dalia Kuodytė
- Arminas Lydeka, od 1 lipca 2014[12]
- Gintaras Steponavičius
- Dalia Teišerskytė

Wybrani z ramienia Porządku i Sprawiedliwości
- Andrius Mazuronis
- Jolita Vaickienė

Wybrany z ramienia Partia Pracy
- Saulius Bucevičius

### Akcja Wyborcza Polaków na Litwie
- Zbigniew Jedziński, od 19 listopada 2012[13]
- Wanda Krawczonok
- Józef Kwiatkowski
- Michał Mackiewicz
- Jarosław Narkiewicz
- Irina Rozowa, od 19 listopada 2012[14]
- Leonard Talmont
- Rita Tamašunienė

### Frakcja łączona
Wybrani z ramienia Związku Ojczyzny
- Vida Marija Čigriejienė
- Arimantas Dumčius
- Naglis Puteikis

Wybrana z ramienia Litewskiego Związku Rolników i Zielonych
- Rima Baškienė

Wybrany z ramienia Litewskiej Partii Socjaldemokratycznej
- Valerijus Simulik

Wybrani jako kandydaci niezależni
- Linas Balsys
- Povilas Urbšys

Wybrani z ramienia Drogi Odwagi
- Povilas Gylys
- Vytautas Antanas Matulevičius
- Audrius Nakas, od 14 kwietnia 2015[15]
- Aurelija Stancikienė
- Jonas Varkala
- Valdas Vasiliauskas

## Zrezygnowali z objęcia mandatu
- Zigmantas Balčytis, z ramienia LSDP
- Vilija Blinkevičiūtė, z ramienia LSDP
- Zdzisław Palewicz, z ramienia AWPL
- Waldemar Tomaszewski, z ramienia AWPL

## Posłowie, których mandat wygasł w trakcie kadencji
- Vytenis Andriukaitis, z ramienia LSDP, do 15 września 2014, zrzeczenie w związku z nominacją do Komisji Europejskiej
- Petras Auštrevičius, z ramienia LRLS, do 27 czerwca 2014, wybrany do Parlamentu Europejskiego
- Vytautas Gapšys, z ramienia DP, do 7 sierpnia 2016, zrzeczenie
- Algis Kašėta, z ramienia LRLS, do 8 kwietnia 2015, wybrany na mera rejonu orańskiego
- Eligijus Masiulis, z ramienia LRLS, do 19 maja 2016, zrzeczenie, mandat pozostał nieobsadzony
- Valentinas Mazuronis, z ramienia TT, do 25 czerwca 2014, wybrany do Parlamentu Europejskiego
- Juras Požela, z ramienia LSDP, do 16 października 2016, zgon, mandat pozostał nieobsadzony
- Remigijus Šimašius, z ramienia LRLS, do 20 kwietnia 2015, wybrany na mera Wilna
- Algirdas Vaclovas Patackas, z ramienia DK, do 3 marca 2015, zgon
- Neringa Venckienė, z ramienia DK, do 19 czerwca 2014, pozbawienie mandatu decyzją Sejmu
- Viktor Uspaskich, z ramienia DP, do 3 czerwca 2014, wybrany do Parlamentu Europejskiego
- Julius Veselka, z ramienia TT, do 26 listopada 2012, zgon